# Machtsverheffing door kwadrateren
Machtsverheffing door kwadrateren is een efficiënte rekentechniek om de bewerking machtsverheffing uit te voeren.

## Context
De elementaire definitie van machtsverheffen zegt dat voor een grondtal {\displaystyle x} en een natuurlijke exponent {\displaystyle n} de {\displaystyle n}-de macht van {\displaystyle x} gelijk is aan {\displaystyle x,} {\displaystyle n} keer met zichzelf vermenigvuldigd:
{\displaystyle x^{n}=x\cdot \ldots \cdot x.}
De machtsverheffing kan dus worden uitgerekend door {\displaystyle n-1} keer na elkaar een vermenigvuldiging uit te rekenen. Het aantal benodigde vermenigvuldigingen kan echter verkleind worden door als tussenresultaat het kwadraat van {\displaystyle x} uit te rekenen. Zo is bijvoorbeeld
{\displaystyle x^{12}=(x^{2})^{6}}
en dit kan uitgerekend worden met eerst één vermenigvuldiging om {\displaystyle x^{2}} te bepalen, en vervolgens nog 5 vermenigvuldigingen om dit kwadraat tot de 6-de macht te verheffen, in totaal 6 bewerkingen in plaats van 11. In dit voorbeeld kan de vereenvoudiging nog eens herhaald worden om de zesdemacht uit te rekenen:
{\displaystyle x^{12}=\left((x^{2})^{2}\right)^{3}}
waardoor het aantal nodige vermenigvuldigingen herleid wordt tot 4: twee kwadrateringen om {\displaystyle x^{4}} te bepalen, en vervolgens nog twee vermenigvuldigingen om de derdemacht van {\displaystyle x^{4}} te bepalen.
Deze techniek is al erg lang in voege. Hij verscheen ten laatste in 200 v.Chr. in de Chandah-sutra. Buiten India is de oudst bekende verwijzing een efficiënte berekening van grote machten van 2 in een publicatie van Abu'l-Hasan al-Uqlidisi uit 952 n.Chr.
In de computerliteratuur staat de techniek bekend als het SX-algoritme.

## SX-algoritme
We gaan uit van de binaire schrijfwijze van {\displaystyle n,} waarbij overbodige nullen aan de linkerkant geschrapt worden. Vervang daarna elk optreden van het cijfer 1 door de letters SX, en elk optreden van het cijfer 0 door de letter S. Verwijder ten slotte de letters SX die met de eerste 1 overeenkwamen.
Vertrek nu van het getal {\displaystyle x} en doorloop de rij letters van links naar rechts. Bij elke letter S moet het resultaat gekwadrateerd worden; bij elke letter X vermenigvuldigen we het resultaat met {\displaystyle x.} Nadat de hele rij doorlopen is, levert dit {\displaystyle x^{n}.} Het totale aantal bewerkingen (kwadraten en andere vermenigvuldigingen) is gelijk aan het aantal letters, en dat is strikt kleiner dan 2 keer de lengte van de binaire schrijfwijze van {\displaystyle n.} Voor grote waarden van {\displaystyle n} is dit evenredig met de logaritme van {\displaystyle n,} wat veel kleiner is dan de naïeve methode waar het aantal vermenigvuldigingen evenredig is met {\displaystyle n} zelf.

### Voorbeeld
De binaire schrijfwijze van 12 is {\displaystyle 1100_{2},} wat overeenkomt met de aanvankelijke letterreeks SXSXSS, en na weglating van de eerste twee letters SXSS. Het algoritme zegt dus: bereken {\displaystyle x} kwadraat, vermenigvuldig met {\displaystyle x,} en kwadrateer nog tweemaal.

### Implementatie zonder binaire schrijfwijze
Knuth geeft een gecombineerd algoritme ("algoritme A") dat van rechts naar links werkt, waardoor het niet meer nodig is uitdrukkelijk de binaire schrijfwijze van {\displaystyle n} uit te rekenen:
1. (Initialisatie) Stel {\displaystyle N=n,} {\displaystyle Y=1,} {\displaystyle Z=x.}
2. (Halveer {\displaystyle N}) Deel {\displaystyle N} door 2 en rond naar beneden af als {\displaystyle N} oneven was. Als {\displaystyle N} even was, spring dan naar stap 5.
3. (Vermenigvuldiging) Stel {\displaystyle Y=Z.Y}
4. (Test {\displaystyle N}) Als {\displaystyle N=0} dan eindigt het algoritme met als antwoord de waarde van {\displaystyle Y.}
5. (Kwadratering) Stel {\displaystyle Z=Z.Z} en keer terug naar stap 2.